# Inspector Gadget 2
Inspector Gadget 2 is een Amerikaanse film uit 2003 gebaseerd op de animatieserie Inspector Gadget. De film werd uitgebracht als direct-naar-video en diende als vervolg op de film Inspector Gadget uit 1999.
In tegenstelling tot de eerste film (die een serieuze en donkere toon heeft en een PG classificatie kreeg), kreeg Inspector Gadget 2 een G classificatie en wordt het beschouwd als een meer getrouwe aanpassing van de originele tekenfilmserie; de persoonlijkheden van de personages werden aangepast om meer in lijn te zijn met hun tekenfilm tegenhangers en Doctor Claw's gezicht wordt nooit getoond. Gadget en Claw worden nooit "John Brown" en "Sanford Scolex" genoemd, hun respectievelijke civiele namen uit de eerste film (hoewel Claw's communicator nog steeds "Scolex Industries" wordt genoemd; Claw onthult ook aan zijn volgelingen dat al zijn bezittingen, inclusief zijn "multi-miljoen-dollar hoogbouw kwade hoofdkwartier", in beslag zijn genomen door de politie na zijn arrestatie in de vorige film). De film kreeg gemengde kritieken, hoewel de ontvangst iets beter was dan die van zijn voorganger. 

## Verhaal
Inspector Gadget en zijn gadgetmobile hebben problemen met het uitvoeren van hun werk, vooral vanwege een reeks storingen die Gadget ondervindt in zijn gadgets. Rond dezelfde tijd ontsnapt Dr. Claw uit de gevangenis. Burgemeester Wilson gebruikt deze situatie om de G2 te maken, een vrouwelijke gadgetachtige robot die wel normaal functioneert. Gadget wordt meteen verliefd op G2, maar wordt van de claw-zaak afgehaald zodat G2 deze alleen kan oplossen.
Claw begint met een nieuw plan om het goud van de nationale reserve te stelen, maar rekruteert eerst drie nieuwe bendeleden: Squint, Jungle Bob, en "de Ninja". Gadget en zijn nichtje Penny ontdekken dit als eerste, en Gadget gaat undercover naar de bar waar Claw zijn nieuwe medewerkers zal ontmoeten. Penny ontdekt dat Claw spoedig een pakhuis zal overvallen, en deelt haar ontdekking met politiechef Quimby. Die stuurt G2 naar het pakhuis, en verbiedt Gadget om in haar buurt te komen.
Gadget gaat toch naar het pakhuis, maar blijft net buiten de afstand die minimaal aanwezig moet zijn tussen hem en G2. De gadgetmobile haalt Gadget over om G2 te tonen wat hij in huis heeft. G2 schakelt met gemak Claws helpers uit, maar Gadgets tussenkomst stelt hen in de gelegenheid om te ontsnappen met een gestolen ionbrandstofcel. De woedende Quimby degradeert Gadget tot toiletschoonmaker van het politiebureau.
Gadget ontvangt een anonieme brief waarin staat dat als hij Claw wil vangen, hij naar de aankomende wetenschapsconferentie moet gaan. Op de conferenties plaatsen twee van Claws handlangers een speciale chip op Gadget, waardoor Claw Gadget kan besturen als een marionet. In de chaos die ontstaat, stelen de handlangers een laser. Dit is de laatste druppel, en Gadget wordt ontslagen.
Penny besluit zelf het bewijs te onderzoeken, en ontdekt Claws schuilplaats in een verlaten bowlingbaan. Ze infiltreert in de schuilplaats, maar Claw vangt haar. Gadget vindt ondertussen een baantje als portier op een gala. Dit gala is het volgende doelwit van claw, die een kostbare robijn wil stelen. Hij schakelt de gasten uit met lachgas, en G2 met een magneet. Nu G2 heeft gefaald, besluit Quimby de robot te deactiveren.
Gadget gaat naar het politiebureau om G2 te heractiveren. Brain vertelt hem dat Claw Peny heeft gevangen. Buiten activeert Claw de machine die hij met de gestolen spullen heeft gemaakt. De machine vuurt een laser af die de tijd in de stad stilzet, waardoor Claw ongestoord de goudreserves kan plunderen. Gadget en G2 kunnen de laser ontwijken en blijven zo onaangetast. Om beter te kunnen vechten ruilen Gadget en G2 van computerchips. Hierdoor krijgt G2 alle gebreken van Gadget, maar kan Gadget eindelijk goed functioneren. Hij achtervolgt Claw, maar is gedwongen eerst Penny te redden. Zo kan Claw toch ontkomen.
Naderhand wordt Gadget weer aangenomen als agent.

## Rolverdeling
| Acteur          | Nederlandse stem     | Personage           |
| --------------- | -------------------- | ------------------- |
| French Stewart  | Fred Meijer          | Inspector Gadget    |
| Elaine Hendrix  | Vera Mann            | G2                  |
| Tony Martin     | Just Meijer          | Dr. Claw            |
| Caitlin Wachs   | Nicoline van Doorn   | Penny               |
| Mark Mitchell   | Luk Van Mello        | Chief Quimby        |
| Sigrid Thornton | Lucy de Lange        | Burgemeester Wilson |
| Bruce Spence    | Stan Limburg         | Baxter              |
| Alethea McGrath | Corry van der Linden | Mrs. Quimby         |
| John Batchelor  | Jaap Stobbe          | McKibble            |
| James Wardlaw   | Joost Buitenweg      | Brick               |
| Nick Roughlan   |                      | Jungle Bob          |
| Siros Niaros    |                      | The Ninja           |
| Brian McDermott |                      | Mr. Morgan          |

## Achtergrond

### Connecties met de eerste film
Hoewel deze film geacht wordt een vervolg te zijn op de film Inspector Gadget is er slechts een kleine link tussen beide films. Alle personages worden gespeeld door andere acteurs, gebeurtenissen uit de vorige film komen nauwelijks ter sprake en Gadget gedraagt zich duidelijk anders dan in de vorige film.